# Фальстарт
Фальста́рт (англ. false start — «неправильное начало») в:
- спорте — неправильно взятый старт, когда кто-либо из участников состязания начал движение раньше поданной команды[1][2] или сигнала;
- телеиграх — дача ответа до разрешающего сигнала.

В лёгкой атлетике — начало движения атлета ранее выстрела стартового пистолета. Согласно соревновательным правилам IAAF в редакции 2010 — 2011 годов, фальстартом считается начало движения спортсмена из стартовой позиции, которую он занимает по сигналу «Внимание» (на международных соревнованиях английской команды «Set») ранее 100 миллисекунд после выстрела стартового пистолета. В видах легкоатлетического спринта, где правилами обусловлен старт со стартовых колодок, время начала движения регистрируется при помощи признанного IAAF оборудования системы регистрации фальстарта (англ. false start control apparatus).

## Система фальстарта
Система фальстарта — программно-аппаратный комплекс, используемый судьями по лёгкой атлетике для определения фальстарта посредством автоматической регистрации времени реакции спортсменов в спринте, барьерном беге и первых этапах эстафет до четырёх по 400 метров включительно. С 2010 года использование системы фальстарта обязательно для основных соревнований, проводимых под эгидой Международной ассоциации легкоатлетических федераций (International Association of Athletics Federations — IAAF). Наличие протокола системы фальстарта обязательно при рассмотрении IAAF заявок на ратификацию мировых рекордов. Система применяется на легкоатлетических соревнованиях с 1979 года и с 1984 года на Олимпийских играх.
В случае использования системы фальстарта и признания рефери корректности её функционирования подача устного протеста спортсменом и допуск его к старту на основании этого протеста невозможны.

## История применения
В 1979 году компания «Omega» представила созданную ею систему фальстарта, регистрирующую время реакции атлетов с момента выстрела из стартового пистолета, где правилами обусловлен старт со стартовых колодок. Система включала в себя специально сконструированные стартовые колодки с датчиками, фиксирующими давление ног атлетов, соединённые с таймером, который фиксировал временные промежутки между выстрелом стартового пистолета и началом отталкивания (срабатывания датчиков). В связи с тем, что звук от выстрела стартового пистолета доходит до крайних дорожек с небольшой задержкой, к каждой из дорожек устанавливали также динамики, передающие звук выстрела.
На Олимпийских играх система впервые дебютировала в 1984 в Лос-Анджелесе. В том же году свою систему фальстарта RM-100 представила компания «Seiko» — её дебют на чемпионате мира IAAF состоялся в 1987 году в Риме. На Олимпийских играх 1996 года «Omega» так же применила электронный стартовый пистолет (сайлент-ган) вместо обычного, но с Олимпиады 2000 года в Сиднее вновь вернулись к привычному огнестрельному оружию.
Первые системы фальстарта имели определённые конструктивные недостатки, которыми пользовались не вполне честные участники для «обмана» датчиков[как?]. К концу 90-х годов XX века эти недостатки в основном были преодолены, прежде всего, посредством появления систем, в которых датчики не имели прямого контакта со стопой атлета[уточнить].
В XXI веке начала применяться система автоматического отзыва атлетов, стартовавших при фальстарте, которая сама подаёт звуковой сигнал (аналогичный по смыслу второму выстрелу стартового пистолета стартера сигнализирующему о фальстарте).

## Развитие
До 1993 года единственными системами фальстарта, применяемыми в спорте высоких достижений, были системы компаний «Omega» и «Seiko». Первая «коммерческая» система фальстарта MacFinish FalseStart I была представлена бельгийской компанией «MacFinish» («TimeTronics»). C 1999 года начала применяться первая модульная система определения фальстарта Reactime, разработанная компанией «FinishLynx». Её отличием от применяемых ранее систем стало отсутствие прямого контакта между стопой атлета и датчиком, регистрирующим движение. Сам модуль не был интегрирован со стартовой колодкой, и мог монтироваться на все основные типы стартовых колодок, сертифицированных IAAF. В 2001 году этой же компанией представлен беспроводной вариант системы фальстарта.

## Фальстарт и IAAF
Со времени случая с двойным фальстартом Асафы Пауэлла и Джона Драммона в четвертьфинале чемпионата мира IAAF 2003 года в Париже Международная ассоциация легкоатлетических федераций постепенно вводила изменения в правила, которые бы позволили избегать подобных и аналогичных событий. Первоначально в спринте число фальстартов было ограничено до одного (вместо двух), а с 1 января 2010 года фальстарт приводит к немедленной дисквалификации (в многоборье на спринтерских видах допускается один фальстарт). Для максимально возможного устранения «фактора судьи» в соревновательные правила, касающиеся организации старта, были внесены изменения, обязывающие к применению оборудования системы фальстарта на всех основных международных официальных стартах (от континентальных чемпионатов до легкоатлетической программы Олимпийских игр). На всех остальных стартах применение системы фальстарта настоятельно рекомендуется..

## Время реакции спортсменов
Согласно исследованиям психологов за последние 120 лет средним временем реакции на звук для обычных людей признан показатель около 0.16 секунды, причём для женщин этот показатель на 2-3 сотые хуже, чем у мужчин. Для спортсменов высокого уровня, проводящих специальный цикл тренировок, разброс времени реакции лежит в диапазоне 0.13-0.15 секунды (время реакции в мужском спринте на финалах чемпионата мира с 1997 по 2003 годы).

## Работа системы
Ядром системы служит компьютер со специальным программным обеспечением, подсоединённый к управляющему блоку, в котором размещён таймер, и к которому присоединены все датчики фальстарта установленные на стартовых колодках. До и после подачи команды «на старт» («On your mark» на международных стартах) помощник стартера сообщает ему о корректной работе всех блоков. В случае наличия сообщений системы о технических неполадках забег поднимают до их устранения. По команде «внимание» («Set» на международных стартах) система начинает считывать усилие давления спортсмена на стартовые колодки в режиме реального времени с дискретностью: одно измерение за каждую миллисекунду. На формируемом в системе графике в форме неправильной перевёрнутой параболы, где верхняя его точка — это момент старта участника. В случае если она приходится на временной интервал ранее 0,1 секунды после выстрела стартового пистолета — то система подаёт звуковой сигнал в наушники стартеру, а помощник информирует рефери о дорожке (или дорожках), на которых совершили фальстарт.
Согласно соревновательным правилам IAAF в редакции 2010—2011 года протоколы/графики времени реакции атлетов должны сохраняться вместе с остальными протоколами соревнований и подаваться вместе с другими документами при рассмотрении протестов или при рассмотрении IAAF заявок на ратификацию мировых рекордов.

## В тренировочном процессе
С появлением модульной системы фальстарта Reactime, позволявшей использовать произвольное число стартовых колодок, в начале 2000 года на её основе был разработан комплекс Reactime Training. Он применяется как в индивидуальных, так и в парных тренировках. Кроме обычного старта от выстрела стартового пистолета Reactime Training может использовать программируемые последовательности подачи стартовых команд, специфичные для конкретного стартера, или же непосредственно звуковой файл с последовательностью стартовых команд. Кроме времени реакции, Reactime Training также регистрирует и стартовое усилие спортсмена.